# Peștera Leastovițata
Peștera Leastovițata este o arie protejată (arie specială de conservare — SAC, sit de importanță comunitară — SCI) din Bulgaria întinsă pe o suprafață de 0,51 ha, integral pe uscat.

## Localizare
Centrul sitului Peștera Leastovițata este situat la coordonatele 43°01′50″N 24°10′33″E / 43.0306°N 24.1757°E.

## Înființare
Situl Peștera Leastovițata a fost declarat sit de importanță comunitară în martie 2007 pentru a proteja 8 specii de animale. Situl a fost protejat și ca arie specială de conservare în februarie 2015.

## Biodiversitate
Situată în ecoregiunea continentală, aria protejată conține 1 habitat natural: Peșteri inaccesibile publicului.
La baza desemnării sitului se află mai multe specii protejate de  mamifere (8): liliac cu aripi lungi (Miniopterus schreibersii), liliac cu urechi de șoarece (Myotis blythii), liliac cu picioare lungi (Myotis capaccinii), liliac comun (Myotis myotis), liliacul mediteranean cu potcoavă (Rhinolophus euryale), liliacul mare cu potcoavă (Rhinolophus ferrumequinum), liliacul mic cu potcoavă (Rhinolophus hipposideros), dihor pătat (Vormela peregusna).
Pe lângă speciile protejate, pe teritoriul sitului au mai fost identificate 4 specii de nevertebrate.